# Volkan Şen
Volkan Şen (ur. 7 lipca 1987 w Bursie) – turecki piłkarz występujący na pozycji pomocnika w tureckim klubie Konyaspor.

## Kariera klubowa
Şen treningi rozpoczął w 1999 roku w klubie Bursa Merinosspor. Potem przeszedł do Arabayatağısporu, a w 2004 roku trafił do juniorów Bursasporu. Przed debiutem w jego barwach, w 2005 roku został wypożyczony do Bursy Merinosspor z 2. Lig. W 2007 roku wrócił do Bursasporu występującego w Süper Lig. W tych rozgrywkach zadebiutował 12 sierpnia 2007 roku w zremisowanym 0:0 pojedynku z Denizlisporem. 1 grudnia 2007 roku w wygranym 2:0 spotkaniu z Kasımpaşą strzelił pierwszego gola w Süper Lig. W 2010 roku zdobył z zespołem mistrzostwo Turcji. W 2011 roku odszedł do Trabzonsporu. 21 stycznia 2014 roku podpisał kontrakt z Bursasporem. Kwota transferu wyniosła 1,25 mln euro.
W 2015 roku przeszedł do Fenerbahçe SK, po czym w 2017 wrócił do Trabzonsporu.

## Kariera reprezentacyjna
W reprezentacji Turcji Şen zadebiutował 3 maja 2010 roku w wygranym 2:0 towarzyskim meczu z Hondurasem.